# Protección
Protección è un comune dell'Honduras facente parte del dipartimento di Santa Bárbara.
Il comune venne istituito il 22 gennaio 1927 con parte del territorio del comune di Naranjito.
Nel comune le attività economiche principali sono la coltivazione del caffè,  l'agricoltura del mais e dei fagioli, il commercio su piccola scala, ed attività tipiche delle campagne dell'Honduras, come la falegnameria e la sartoria.